# Bein' Free
Bein' Free è il quarto album discografico a nome di Jerry Jeff Walker, pubblicato dall'etichetta discografica ATCO Records nel settembre del 1970.

## Tracce
Lato A
1. I'm Gonna Tell on You – 3:35 (Jerry Jeff Walker)
2. Stoney – 5:59 (Jerry Jeff Walker)
3. Where Is the D.A.R. When You Really Need Them? – 2:14 (Jerry Jeff Walker)
4. A Secret – 4:25 (Jerry Jeff Walker)
5. Nobody's – 3:58 (Gary White)

Durata totale: 20:11
Lato B
1. Some Go Home – 5:53 (Jerry Jeff Walker)
2. But for the Time – 4:33 (Jerry Jeff Walker)
3. Vince Triple-O Martin – 2:16 (Jerry Jeff Walker)
4. Harmonica Talk – 1:04 (Jerry Jeff Walker)
5. Please Let Me Be – 2:45 (Jerry Jeff Walker)
6. More Often Than Not – 4:00 (David Wiffen)

Durata totale: 20:31

## Musicisti
- Jerry Jeff Walker - voce, chitarra acustica, chitarra elettrica

The Dixie Flyers
- Jim Dickinson - pianoforte, dobro, mouth bow
- Jim Dickinson - pianoforte tack (brano: A Secret)
- Mike Utley - organo, pharpheisa, pianoforte acustico, pianoforte tack
- Charlie Freeman - chitarra elettrica, hambone (battito delle mani su gambe)
- Charlie Freeman - chitarra acustica (brano: Please Let Me Be)
- Tommy McClure - basso
- Sammy Creason - batteria

Altri musicisti:
- Don Brooks - armonica
- Albhy Galutin - pianoforte elettrico (brano: Some Go Home)
- Ewing Street Times (gruppo vocale) - accompagnamento vocale, cori (brano: I'm Gonna Tell on You)
- Vince Martin - accompagnamento vocale, cori (brano: I'm Gonna Tell on You)
- Yone Martin - accompagnamento vocale, cori (brano: I'm Gonna Tell on You)

Note aggiuntive:
- Tom Dowd - produttore
- Registrazioni effettuate il 15 marzo ed il 13 aprile del 1970 al Atlantic South-Criteria Studios di Miami, Florida (Stati Uniti)
- Ron Albert e Chuck Kirkpatrick - ingegneri della registrazione
- Tom Dowd - ingegnere del remixaggio
- Tony Gulliver - fotografie
- Ira Friedlander - album design[2]